# Kostel svaté Paraskevy (Desești)
Kostel svaté Paraskevy je dřevěný kostel ve vesnici Desești v župě Maramureš v Rumunsku. V prosinci 1999 byl spolu s dalšími sedmi kostely v župě Maramureš zapsán na seznam světového dědictví UNESCO. Kostel v Desești představuje jednu z charakteristických památek Maramureše 18. století. V letech 1996 až 1998 byly provedeny rozsáhlé restaurátorské práce, které se týkaly jak architektury, tak nástěnných maleb. Kostel je zapsán v seznamu památek s kódem LMI: MM-II-m-A-A-04566. Od roku 1948 je kostel v majetku Rumunské pravoslavné církve, rumunské pravoslavné farnosti Desești. Na kostel si činí nárok Rumunská  řeckokatolická církev, Rumunská řeckokatolická farnost Desești, která kostel vlastnila až do zákazu jeho užívání s nástupem komunistického režimu.

## Historie
Dřevěný kostel v Desești datoval Marius Porumb do poloviny 18. století. Tit Bud uvádí, že kostel byl postaven v roce 1770. Joby Patterson předpokládá stejný rok výstavby kostela a Alexandru Baboș jej datuje do roku 1780. Avšak vzhledem k tomu, že parietální soubor a ikonostas byly realizovány v roce 1780, byl kostel pravděpodobně postaven několik let dříve než byla provedena jeho výzdoba.